# Bái, Từ Châu
Bái (chữ Hán giản thể: 沛县, âm Hán Việt: Bái huyện) là một huyện thuộc địa cấp thị Từ Châu, tỉnh Giang Tô, Cộng hòa Nhân dân Trung Hoa. Huyện Bái có diện tích 1.576 km², dân số 1,14 triệu người. Đây là quê hương của Hoàng đế khai quốc nhà Hán Lưu Bang. Huyện này có nhiều di tích văn hoá.
Về mặt hành chính, huyện Bái chia ra thành 15 trấn, bao gồm: Long Cố, Dương Đồn, Đại Đồn, Bái Thành, Hồ Trại, Ngụy Miếu, Ngũ Đoạn, Trương Trang, Trương Trại, Kính An, Hà Khẩu, Thê Sơn, Lộc Lâu, Chu Trại, An Quốc.